# Winthemia cuyana
Winthemia cuyana är en tvåvingeart som först beskrevs av Blanchard 1963.  Winthemia cuyana ingår i släktet Winthemia och familjen parasitflugor. Inga underarter finns listade i Catalogue of Life.